# Photocorynus spiniceps
Photocorynus
Genre
Espèce
Statut de conservation UICN

 LC  : Préoccupation mineure
Photocorynus spiniceps est une espèce de poissons marins de la famille des Linophrynidae, unique représentant du genre Photocorynus.
La taille des individus matures connus est pour les mâles de 6,2 à 7,3 millimètres, ce qui en fait le plus petit de tous les poissons adultes et de tous les vertébrés (avec la grenouille Paedophryne amauensis). Les femelles, atteignent cependant une taille significativement plus grande, jusqu'à 50,5 millimètres (de nombreux individus possèdent les deux sexes et atteignent à maturité une taille inférieure à 20 millimètres).

## Publication originale
- Regan, C. T. (1925). Dwarfed males parasitic on the females in oceanic angler-fishes (Pediculati Ceratioidea). Proceedings of the Royal Society of London, Series B - Biological Sciences. v. 97 (no. B684): 386-400, Pl. 20.